# Efisio Zanda Loy
Efisio Zanda Loy (Talana, 31 marzo 1914 – Grosseto, 25 agosto 2003) è stato un prefetto italiano, capo della Polizia italiana dal 1973 al 1975.

## Biografia
Originario della provincia di Nuoro (era nato nel piccolo comune di Talana nel 1914), entrò nei ranghi del ministero dell'interno. Nominato prefetto nel 1966,, fu chiamato a dirigere la prefettura di Nuoro. Dal 1969 al 1972 fu prefetto di Savona. Fu quindi prefetto di Genova.
Il 2 febbraio 1973, durante il secondo governo Andreotti, fu nominato nuovo capo della Polizia, succedendo ad Angelo Vicari, che aveva lasciato l'incarico per "raggiunti limiti di età".
Durante il suo incarico, svoltosi, come era già accaduto per Vicari, in un periodo particolarmente critico per l'ordine pubblico,
per rispondere all'emergenza del terrorismo italiano, fu istituito nel 1974 l'Ispettorato per l'azione contro il terrorismo
diretto da Emilio Santillo. Una delle prime operazioni dell'Ispettorato fu l'arresto di Renato Curcio, fondatore, con Alberto Franceschini e Margherita Cagol, delle Brigate Rosse..
L'incarico di Zanda Loy terminò il 4 giugno del 1975. Gli succedette il prefetto Giorgio Menichini. La sua sostituzione, a soli undici giorni dalle elezioni regionali del 15-16 giugno, fu considerato un fatto inconsueto e provocò qualche polemica.
Il ministro dell'Interno Luigi Gui, giustificò la sua sostituzione con la richiesta esplicita avanzata dallo stesso funzionario di essere sollevato dal gravoso incarico.
Morì a Grosseto, a ottantanove anni, nel 2003. Il figlio è il senatore del Partito Democratico Luigi Zanda.